# Hans Jürgen Balmes
Hans Jürgen Balmes (* 7. Januar 1958 in Koblenz) ist ein deutscher Lektor, Herausgeber und Übersetzer.

## Leben und Wirken
Balmes studierte allgemeine und vergleichende Literaturwissenschaft, Germanistik und Anglistik in Bonn. Ab 1987 arbeitete er als Lektor u. a. im Ammann Verlag. 1999 übernahm Balmes die Stelle als Programmleiter für internationale Literatur im S. Fischer Verlag und wurde Mitherausgeber der Neuen Rundschau.
Porträts, Rezensionen und Aufsätze zur Lyrik schrieb er für die Neue Zürcher Zeitung und die Süddeutsche Zeitung. Aus dem Englischen übersetzte er John Berger, Barry Lopez sowie Gedichte von Robert Hass, W. S. Merwin und Martine Bellen.
Als Herausgeber veröffentlichte er im Carl Hanser Verlag einen Kommentarband zu Novalis und eine Hölderlin-Ausgabe.

## Werke
- Der Rhein: Biographie eines Flusses. S. Fischer, Frankfurt am Main 2021, ISBN 978-3-10-397430-0, Leseprobe.

### Übersetzungen (Auswahl)
- John Berger: Wegzeichnung. Gedichte. Carl Hanser Verlag, München 2001, ISBN 978-3-446-20063-0.
- John Berger: Gegen die Abwertung der Welt. Essays. Carl Hanser Verlag, München 2003, ISBN 978-3-446-20262-7.
- Martine Bellen: Musée Magie. Gedichte. Waldgut Verlag, Frauenfeld 2003, ISBN 978-3-7294-0334-5.
- Robert Hass: Die Wünsche der Menschen. Gedichte, Ammann Verlag, Zürich 2005, ISBN 9783250104964.
- John Berger: Hier, wo wir uns begegnen. Carl Hanser Verlag, München 2006, ISBN 978-3-446-20655-7.
- John Berger: A und X. Eine Liebesgeschichte in Briefen. Carl Hanser Verlag, München 2010, ISBN 978-3-446-23395-9.
- John Berger: Bentos Skizzenbuch. Carl Hanser Verlag, München 2013, ISBN 978-3-446-23971-5.
- John Berger: Der Augenblick der Fotografie. Essays, Carl Hanser Verlag, München 2016, ISBN 978-3-446-25283-7.
- John Berger: Ein Geschenk für Rosa. Carl Hanser Verlag, München 2018, ISBN 978-3-446-25829-7.

### Herausgeberschaft (Auswahl)
- Novalis Kommentar. Band 3 von: Werke, Tagebücher und Briefe Friedrich von Hardenbergs. Carl Hanser Verlag, München 1987, ISBN 3-446-12440-3.
- Friedrich Hölderlin: Werke in einem Band. Carl Hanser Verlag, München 1990, ISBN 978-3-446-14205-3.
- Chatwins Rucksack. Porträts, Gespräche, Skizzen. S. Fischer Verlag, Frankfurt am Main 2002, ISBN 978-3-596-15508-8.
- John Berger: Meine Schöne. Essays, Geschichten, Gedichte. Fischer Taschenbuch, Frankfurt am Main 2006, ISBN 978-3-596-15251-3.
- Michael Krüger: Schritte, Schatten, Tage, Grenzen. Gedichte 1976–2008. Fischer Taschenbuch, Frankfurt am Main 2008, ISBN 978-3-596-18491-0.
- Haiku. Von Basho, Buson, Issa, Robert Hass, Jack Kerouac, Allen Ginsberg, Gary Snyder, W. S. Merwin. Fischer Taschenbuch, Frankfurt am Main 2016, ISBN 978-3-596-52108-1.

### Aufsätze (Auswahl)
- Ein Besuch auf der Insel. Nachwort zu Tomas Tranströmer: In meinem Schatten werde ich getragen. Gesammelte Gedichte. Fischer Taschenbuch, Frankfurt am Main 2013, ISBN 978-3-596-19675-3.
- Swetlana Geier. Am Ende ist alle Poesie Übersetzung. Ein Porträt. In: Neue Rundschau. 124. Jg. 2013, H. 4.
- Ein Schäumen voller Anfänge. Nachwort zu: Novalis Blüthenstaub. Wallstein Verlag, Göttingen 2016, ISBN 978-3-8353-1669-0.
- Dunkler Honig. John Berger zum 90. Geburtstag. In: Süddeutsche Zeitung. 4. November 2016.
- Graphite. Four Postcards for John Berger. In: A Jar of Wildflowers. Essays in Celebration of John Berger. London 2016.
- Bildberührung, Augeneinschreibung. Die Kollaboration von Ute Langanky und Thomas Kling. In: Neue Rundschau. 128. Jg. H. 1. 2017.